# Nyctemera uniformis
Nyctemera uniformis là một loài bướm đêm thuộc phân họ Arctiinae, họ Erebidae.